# Ludiano
Ludiano (in dialetto locale “Lüdiai”) è una frazione di 153 abitanti del comune svizzero di Serravalle, nel Canton Ticino (distretto di Blenio).

## Storia

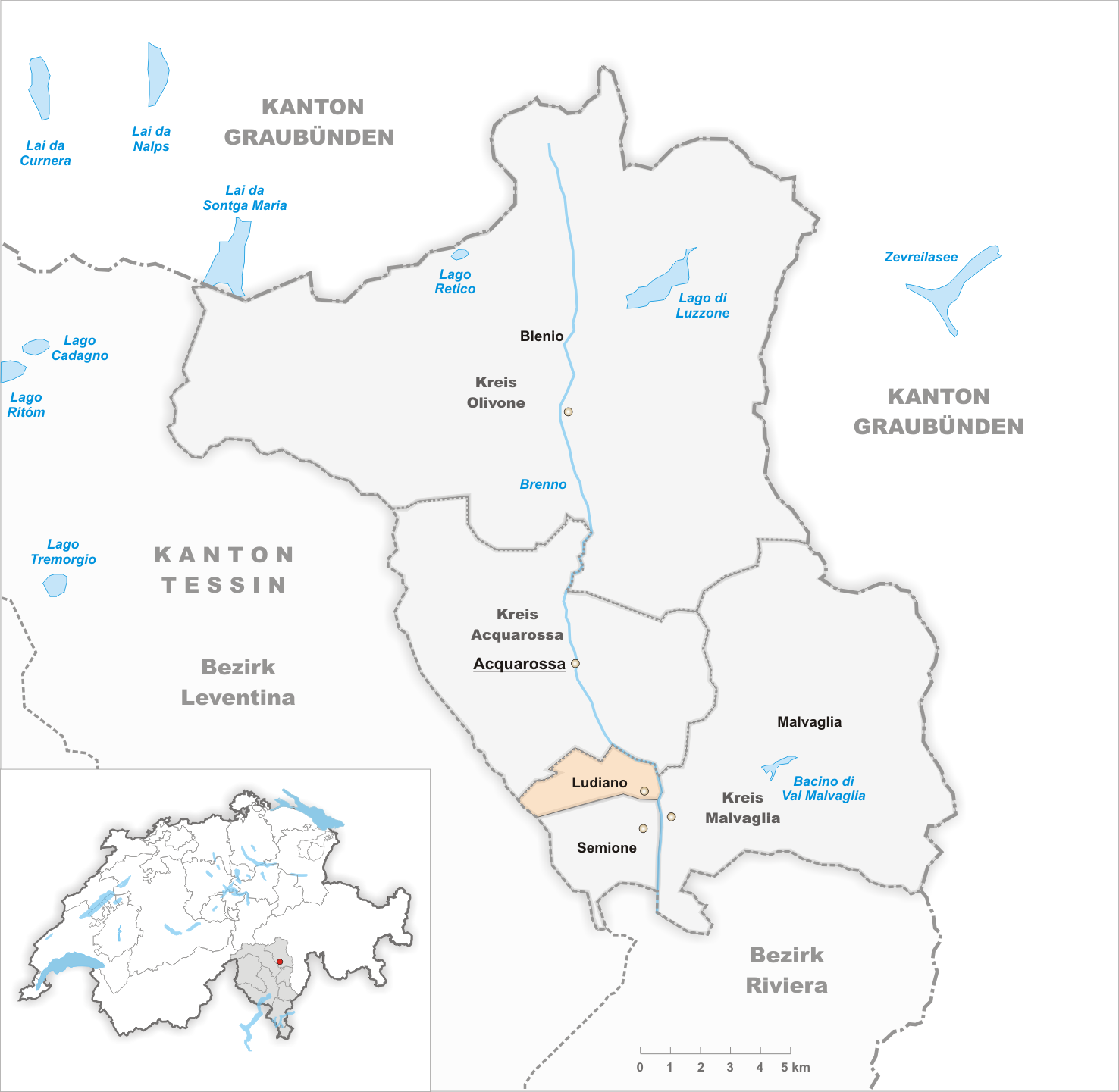
Il territorio del comune di Ludiano prima degli accorpamenti comunali del 2012

Fino al 31 marzo 2012 è stato un comune autonomo che si estendeva per 6,2 km²; a seguito del referendum del 25 aprile 2010 (133 voti favorevoli e 66 contrari), il 1º aprile 2012 è stato accorpato agli altri comuni soppressi di Malvaglia e Semione per formare il nuovo comune di Serravalle.

## Monumenti e luoghi d'interesse

### Architetture religiose
- Chiesa parrocchiale di San Secondo, situata a nord dell'abitato nei pressi del cimitero, fu edificata nel 1779-1782 sul posto di un edificio sacro romanico a doppia abside attestata nel 1293,[1] della quale conserva il campanile[2];
- Chiesa di San Pietro;
- Oratorio di San Giacomo maggiore in località Sülapiena, costruzione rifatta nel 1765 che ospita due affreschi: Madonna in trono, della fine del XV secolo, e San Rocco, del XVII secolo[senza fonte];
- Oratorio della Madonna sul monte di Püscett, costruzione in stile moderno che ospita l'effigie del suo fondatore Giuseppe Gallizia[senza fonte].

### Architetture civili
- Villa Laura, accanto alla chiesa, realizzata da Giuseppe Bordonzotti nel 1910-1912[senza fonte];
- Villetta Brighton, villino con facciate ricoperte da decorazioni pittoriche di Attilio Balmelli nel 1920 in seguito rimaneggiate, con decorazioni dipinte anche all'interno[senza fonte];
- Casa Muttoni, costruita nel 1992-1993[senza fonte];
- Antichi grotti Spruch e Milani[senza fonte];
- Ponte Campanie S. Petri, in pietra, sopra il fiume Brenno in località di Motto, citato nel 1424[senza fonte];
- Antichi torchi a leva Ca' d'Baltràm e Ca' d'Mutàl[senza fonte].

### Altro
- Numerose costruzioni ospitano affreschi di rilievo: Madonna del Latte dell'inizio del XVI secolo nella nicchia esterna di un edificio in località Pianezza, Natività di Gesù forse opera di Rochus (figlio di Cristoforo da Seregno) nella nicchia di un edificio in località Ca' D'Farei, Madonna del Latte della fine del XVI secolo nella nicchia esterna di una casa in località Ca' D'Farei, Madonna in trono con Sant'Antonio abate (frammentario) della seconda metà del XV secolo in località Pizzotti[senza fonte];
- Rifugio del Monte Püscett all'Alpe Gardosa 1 510 m s.l.m.[senza fonte].

## Società

### Evoluzione demografica
L'evoluzione demografica è riportata nella seguente tabella:
Abitanti censiti

## Infrastrutture e trasporti
Dal 1911 al 1973 il comune è stato servito dalla stazione di Motto-Ludiano della ferrovia Biasca-Acquarossa.

## Amministrazione
Ogni famiglia originaria del luogo fa parte del cosiddetto comune patriziale e ha la responsabilità della manutenzione di ogni bene ricadente all'interno dei confini della frazione.